# Jasim
Jasim (tiếng Ả Rập: جاسم, cũng đánh vần Jasem) là một thành phố nhỏ thuộc quận Izra của tỉnh Daraa ở miền nam Syria. Nó nằm cách Daraa 41 km về phía bắc và gần thị trấn Nawa ở phía nam, Kafr Shams ở phía bắc, Inkhil ở phía đông bắc và al-Harra ở phía tây bắc. Trong cuộc điều tra dân số năm 2004 của Cục Thống kê Trung ương (CBS), Jasim có dân số 31.683 người.

## Lịch sử
Trong thời kỳ Byzantine -era ở Syria, Jasim là một vị trí của nhà thờ Monophysite vào năm 570. Nó được kiểm soát và dân cư bởi người Ả Rập Ghassanid, một vương quốc chư hầu của Đế quốc Byzantine. Có năm tu viện liên kết với Monophysites nằm trong thị trấn. Vua Ghassanid Nu'man đã được chôn cất giữa Jasim và Tubna gần đó.
Nhà sử học Ả Rập thế kỷ thứ 10 al-Masudi đã viết rằng Jasim thuộc về Damascus và nằm "giữa Damascus và tỉnh Jordan, trong một huyện tên là al-Khaulan. Jasim là một vài dặm từ al-Jabiya, và từ lãnh thổ của Nawa, mà là đồng cỏ của Ayyub".
Jasim được nhà địa lý người Syria Yaqut al-Hamawi đến thăm vào đầu thế kỷ 13 trong thời kỳ Ayyubid. Al-Hamawi đã viết rằng nơi này được đặt theo tên của "Jasim, con trai của Iram ibn Sam (Shem) ibn Nuh (Nô-ê) đã đến thăm nó vào thời điểm Tháp Babel bị phá hủy." Ông lưu ý thêm rằng Jasim là một thị trấn ở tỉnh Damascus, "nằm 8 dặm từ Damascus, bên phải đường cao tốc đến Tabbariyah [Tiberias]." 

### Thời kỳ Ottoman
Năm 1596 Jasim xuất hiện trong sổ đăng ký thuế của Ottoman đang ở nahiya của Jaydur ở Qada của Hauran. Nó có một dân số hoàn toàn Hồi giáo bao gồm 28 hộ gia đình và 14 cử nhân. Thuế đã được trả cho lúa mì, lúa mạch và vụ mùa hè.
Nhiều cư dân của al-Harra gần đó có nguồn gốc từ Jasim. Thành phố này là quê hương của bộ lạc Ả Rập al-Halqiyyin. Nhà lãnh đạo xã hội chủ nghĩa Ả Rập nổi tiếng thế kỷ 20 Akram al-Hawrani xuất thân từ bộ lạc, các thành viên định cư ở Homs. Vào những năm 1870, Gottlieb Schumacher lưu ý rằng Jasim là một trong những ngôi làng lớn nhất trong khu vực với dân số 1.000 người sống trong 215 túp lều. Ông báo cáo tìm thấy một số hài cốt cổ xưa, đặc biệt là những cây thánh giá bằng đá từ thời Byzantine.

### Nội chiến Syria
Jasim là một trong những thành phố đầu tiên tham gia các cuộc biểu tình quy mô lớn trong cuộc nổi dậy Syria 2011-2012 chống lại chính phủ vào ngày 18 tháng 3 năm 2011  Các cuộc biểu tình lớn hơn đã được báo cáo vào ngày 22 tháng Tư. Vào ngày 1 tháng 4 năm 2012, bốn binh sĩ Quân đội Syria đã thiệt mạng trong các cuộc đụng độ với các tay súng của Quân đội Syria Tự do ở Jasim theo Đài quan sát Nhân quyền Syria. Vào ngày 15 tháng 1 năm 2014, phiến quân đã kiểm soát Jasim. Vào ngày 17 tháng 7 năm 2018, quân đội Syria đã chiếm được thị trấn.

## Người bản xứ đáng chú ý
- Abu Tammam, nhà thơ Ả Rập thời Abbasid.
- Wael Nader Al-Halqi, cựu Thủ tướng Syria.